# 海神站
海神站（日语：／ Kaijin eki */?）是位於日本千葉縣船橋市海神五丁目，屬於京成電鐵本線的鐵路車站。車站編號是KS21。此站與此站東側的海神第1號平交道是繪本「Fumikirikun」的原型。

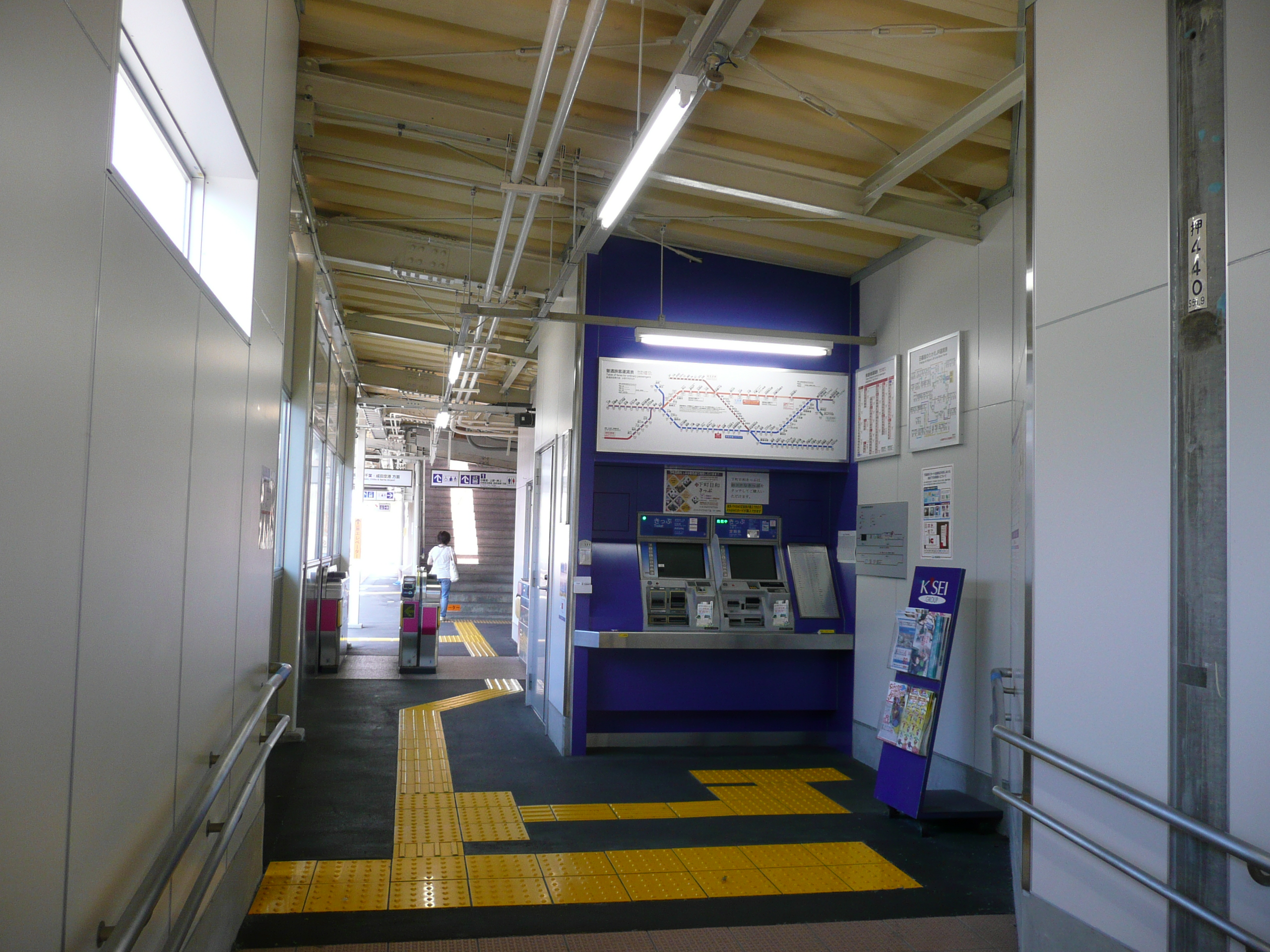
驗票口(2013年8月)

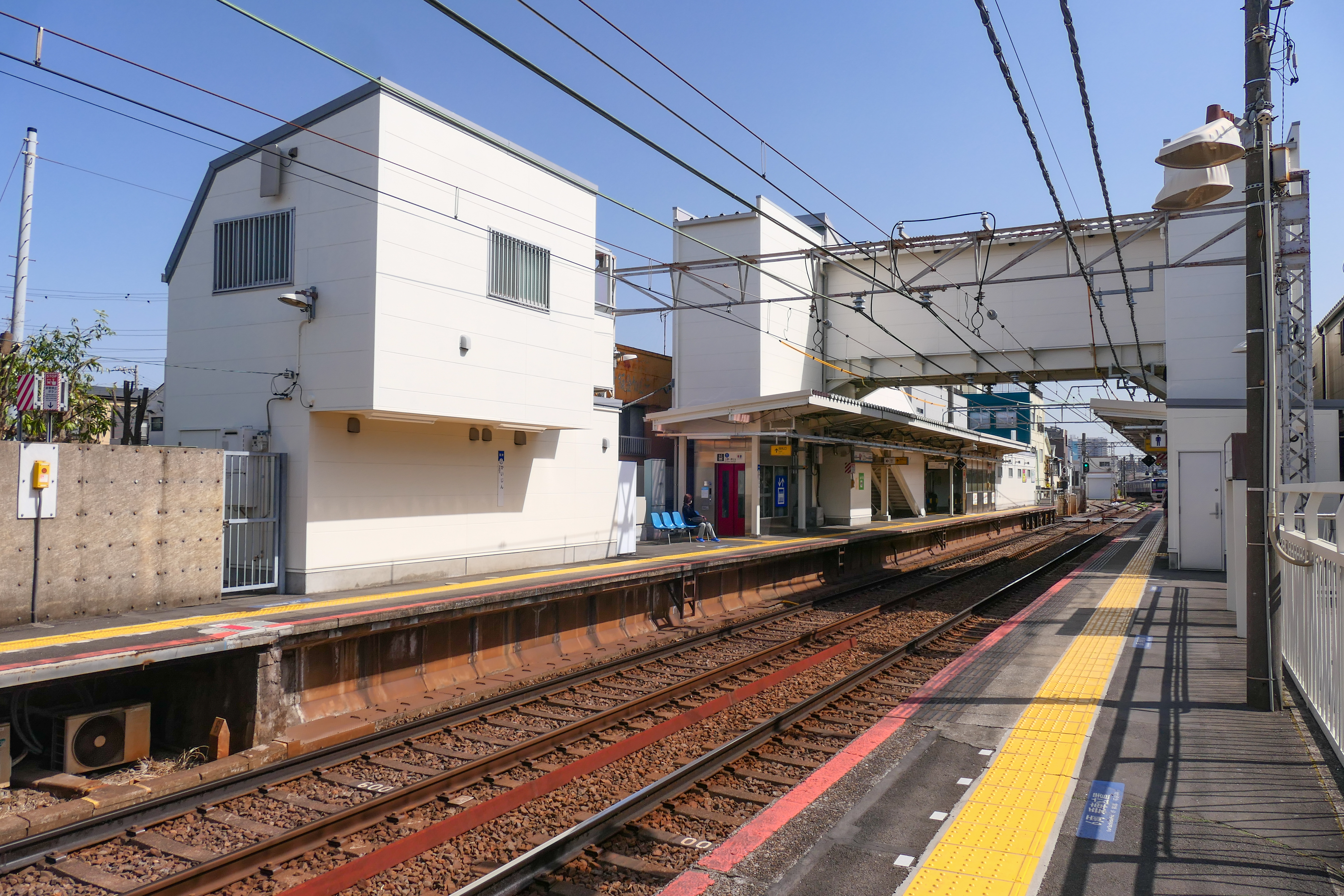
月台(2023年3月)

## 年表
- 1919年（大正8年）10月25日 - 車站啟用，當時稱為葛飾站[3]。
- 1929年（昭和4年）12月25日 - 總武鐵道野田線（現東武鐵道野田線）延伸至本站。
- 1933年（昭和8年）11月1日 - 因客量稀少，總武鐵道野田線船橋至海神段停駛[4]。
- 1934年（昭和9年）4月3日 - 野田線船橋 - 海神間廢止，成為京成電鐵單獨車站。

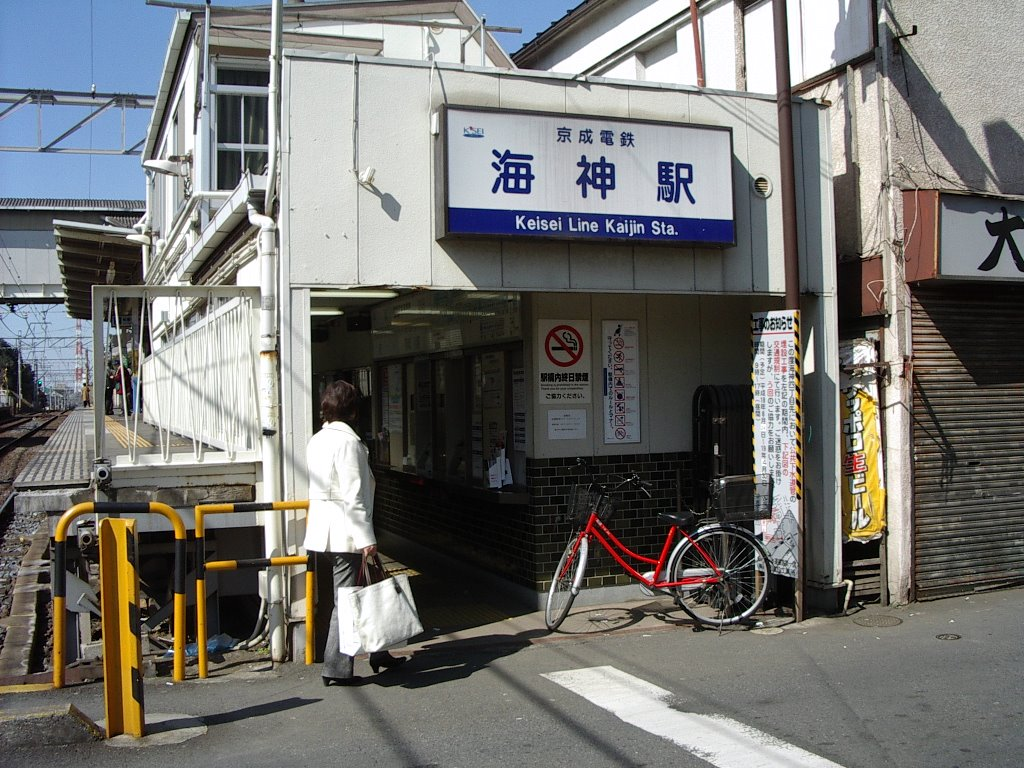
整修前的站房(2007年2月)

## 車站構造
本站是相對式月台2面2線地面車站。月台兩側有平交道，有效長度僅能停靠6輛編組列車。站房在下行線月台側。月台間有天橋連通。廁所位於1號線月台。
2012年度進行車站改良工程，包含整修站房、增設自動驗票閘門、新設電梯、廁所移至2號線月台等。
| 月台 | 路線     | 方向 | 目的地                                     |
| ---- | -------- | ---- | ------------------------------------------ |
| 1    | 京成本線 | 下行 | 日暮里、上野、押上、 淺草線、 京急本線方向 |
| 2    | 京成本線 | 上行 | 船橋、成田機場、千葉方向                   |

## 使用情況
2016年度1日平均上下車人次為5,176人，京成線內69個車站當中排行第51位。
近年1日平均上下、上車人次推移如下表。
| 年度               | 1日平均 上下車人次 | 1日平均 上車人次 |
| ------------------ | ------------------ | ---------------- |
| 1998年（平成10年） |                    | 2,404            |
| 1999年（平成11年） |                    | 2,348            |
| 2000年（平成12年） |                    | 2,292            |
| 2001年（平成13年） |                    | 2,267            |
| 2002年（平成14年） |                    | 2,213            |
| 2003年（平成15年） | 4,604              | 2,262            |
| 2004年（平成16年） | 4,623              | 2,295            |
| 2005年（平成17年） | 4,520              | 2,258            |
| 2006年（平成18年） | 4,477              | 2,235            |
| 2007年（平成19年） | 4,527              | 2,269            |
| 2008年（平成20年） | 4,575              | 2,295            |
| 2009年（平成21年） | 4,529              | 2,275            |
| 2010年（平成22年） | 4,481              | 2,251            |
| 2011年（平成23年） | 4,508              | 2,270            |
| 2012年（平成24年） | 4,633              | 2,327            |
| 2013年（平成25年） | 4,719              | 2,366            |
| 2014年（平成26年） | 4,779              | 2,400            |
| 2015年（平成27年） | 4,974              |                  |
| 2016年（平成28年） | 5,176              |                  |

## 車站周邊
本站位於千葉街道（國道14號）北側、地方居民稱作海神山的丘陵地。海神山在昭和初期成為富人別墅地，2000年代後轉為住宅區。
- 千葉街道（國道14號）
- 船橋警察署（日语：船橋警察署）海神交番
- 船橋中央醫院（日语：地域医療機能推進機構船橋中央病院）
- 船橋海神郵便局
- 京葉銀行（日语：京葉銀行）海神支店
- TOTO船橋展示間
- 飛之台史跡公園博物館
- 二葉幼稚園
- 海神公民館

## 相鄰車站
京成電鐵
 本線
■快速特急、■特急、■通勤特急、■快速
通過
■普通
京成西船（KS20）－海神（KS21）－京成船橋（KS22）

## 外部連結
- 海神｜電車與車站資訊｜京成電鐵
- 海神站PDF - 京成電鐵